# Janine Wissler
Janine Wissler, właśc. Janine Natalie Wißler (ur. 23 maja 1981 w m. Langen) – niemiecka polityk, posłanka do Bundestagu, współprzewodnicząca Lewicy.

## Życiorys
W 2001 ukończyła szkołę w miejscowości Dreieich, a w 2012 studia z nauk politycznych na Uniwersytecie Johanna Wolfganga Goethego we Frankfurcie nad Menem. Pracowała w przez kilka lat w sklepie z narzędziami, później była zatrudniona w biurze deputowanego Wernera Dreibusa. W 2004 wstąpiła do stowarzyszenia, na bazie którego w 2005 powstała lewicowa partia WASG. W 2007 wraz z tym ugrupowaniem współtworzyła Lewicę, weszła w skład jej zarządu federalnego. Została też członkinią związku zawodowego ver.di. W 2008 uzyskała mandat posłanki do landtagu Hesji, z powodzeniem ubiegała się o reelekcję w 2009, 2013 i 2018. W latach 2009–2021 przewodniczyła frakcji deputowanych swojego ugrupowania.
W lutym 2021 została współprzewodniczącą Lewicy (obok Susanne Hennig-Wellsow). W tym samym roku uzyskała mandat deputowanej do Bundestagu. Od kwietnia 2022 w związku z rezygnacją współprzewodniczącej samodzielnie kierowała swoim ugrupowaniem. W czerwcu tegoż roku ponownie wybrana na współprzewodniczącą (obok Martina Schirdewana). Funkcję tę pełniła do października 2024. Z powodzeniem ubiegała się o poselską reelekcję w 2025.